# 弈棋仕女图

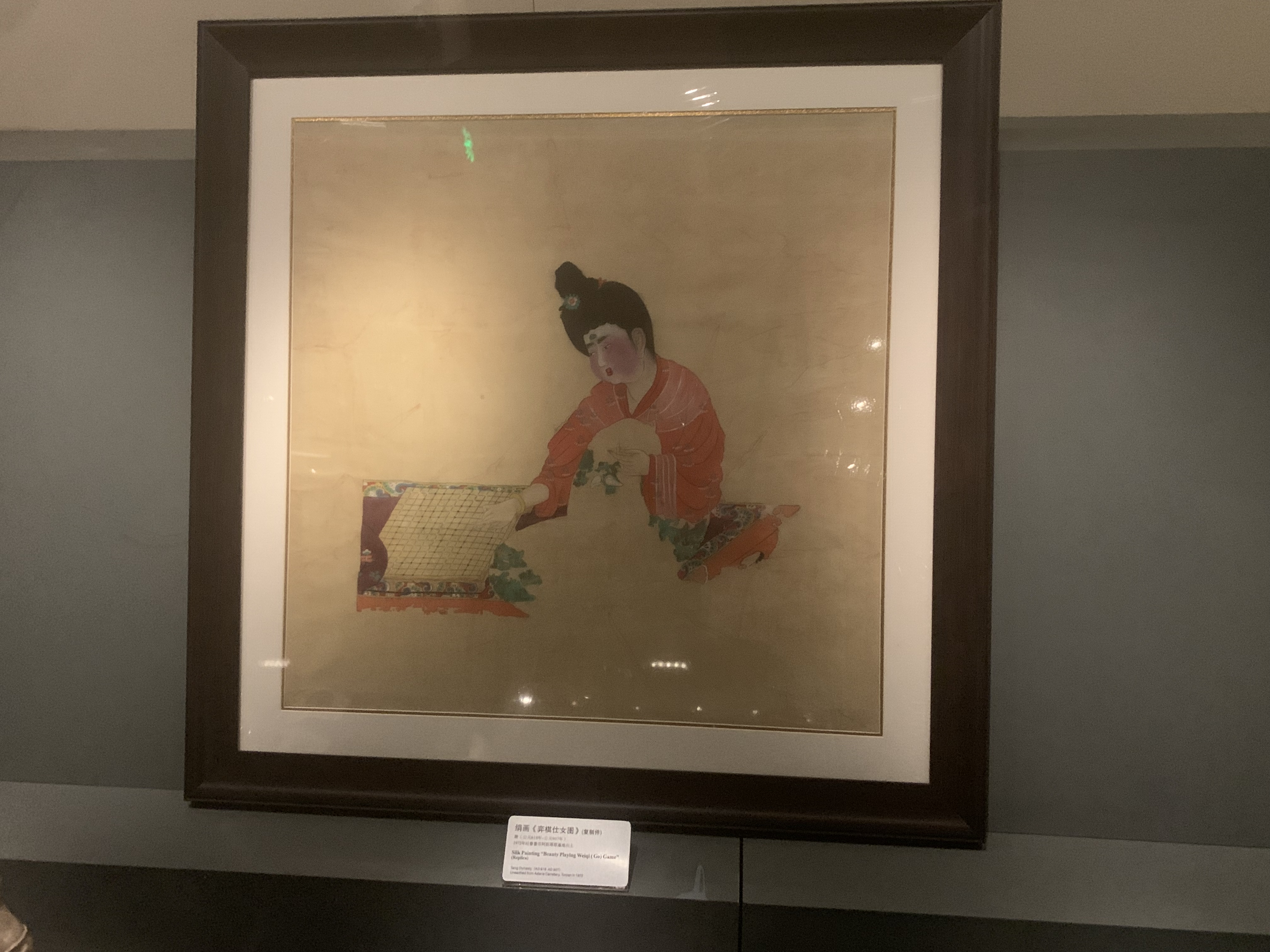
《弈棋仕女图》复制品之一，新疆维吾尔自治区博物馆馆藏

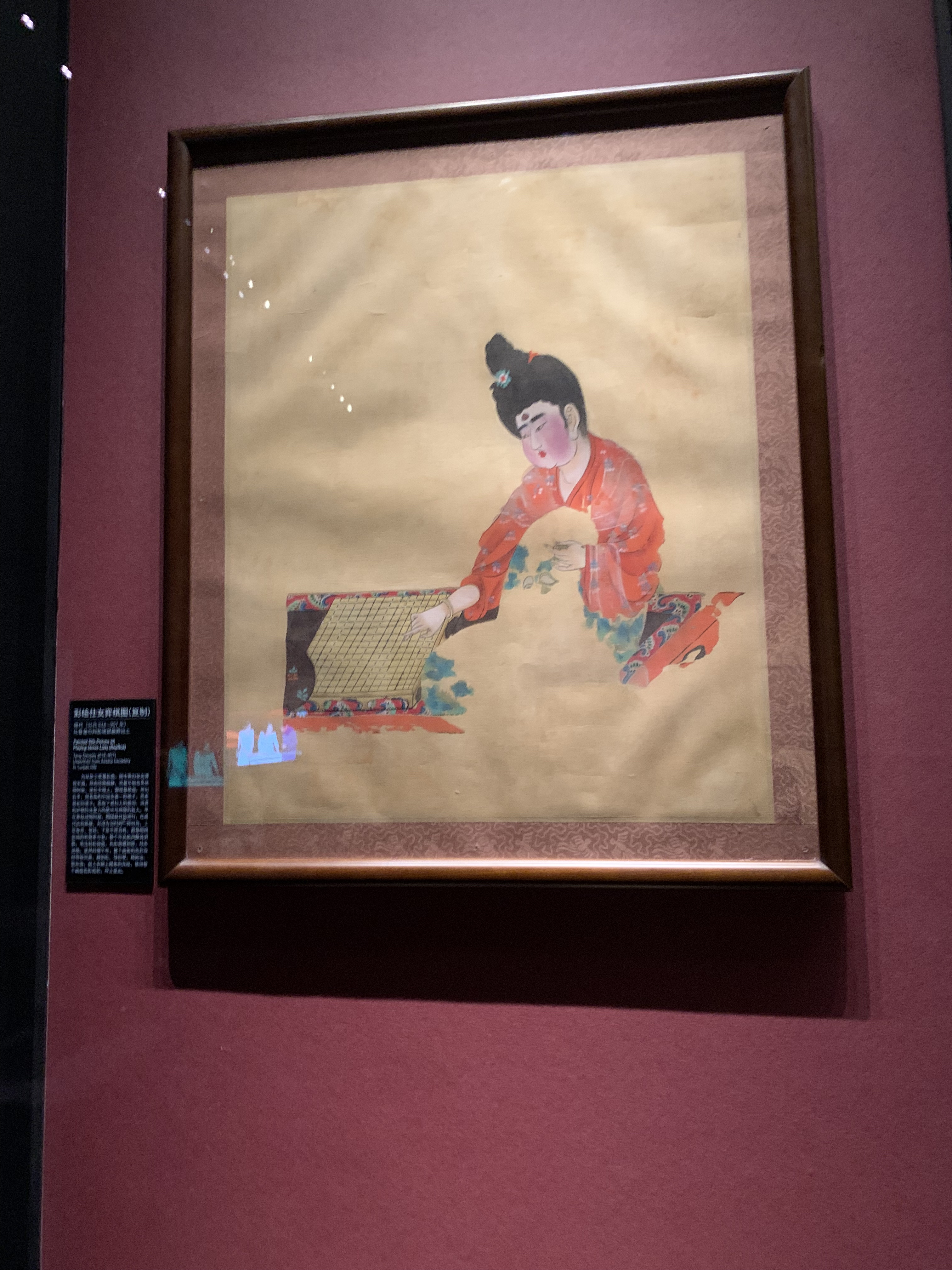
《弈棋仕女图》复制品之二，新疆维吾尔自治区博物馆馆藏

《弈棋仕女图》是出土自中国新疆吐鲁番阿斯塔那古墓群的工笔重彩唐代风俗画，是屏风画《弈棋图》的中心部分。纵约62厘米，横约54厘米，绢本设色。现藏于中国新疆维吾尔自治区博物馆。
图上主要绘有正在聚精会神下围棋的唐代仕女，仕女雍容华贵，衣着艳丽。画作和传统仕女图展示的宫廷妇女不同，体现的是边区贵族眷属居家的状态，以写实为主。

## 发掘信息
新疆维吾尔自治区博物馆和吐鲁番县文物保管所（今吐鲁番市文物管理局）于1972年组织发掘、清理阿斯塔那古墓群东南段，此次工作完成了对唐西州豪门张氏家族的墓区的发掘。其中187号墓出土了《弈棋仕女图》该墓大致年代在唐长安二年到四年（702年-704年）至天宝时期（742年-756年），是一座相隔约40年的合葬墓。《弈棋仕女图》位于187号墓停尸台西北角，出土时为木框联屏绢画，不过由于墓穴被盗扰，画作已破碎。后经修复。

## 画作内容
《弈棋仕女图》纵62.3厘米，横54.3厘米，是屏风画《弈棋图》的一部分。《弈棋仕女图》是整个《弈棋图》的中心，画作内容以两位仕女正在对弈的场景为主，左侧一人仅剩紫色裙的一角。完整的仕女侧身坐在地毯上，伸出的右手食指和中指夹着棋子，正在思索如何落子。仕女发梳高髻，簪花耀顶，额间描有心形花钿，阔眉细目，面色红润，体态丰盈；上身为白纱披肩绯地蓝花短襦，下身为绿花萝裙；手戴玉镯。
屏风画《弈棋图》除中心的仕女外，还有10位完整的妇女儿童形象。

## 创作背景

### 围棋
围棋在先秦时代便已开始流行，唐王朝成立后，因为唐太宗李世民热爱围棋至“通宵连日，情忘厌倦”的程度，围棋开始得到很好的发展，从宫廷逐渐传播至民间。到唐玄宗李隆基时期，围棋弈道盛极一时。又因唐代丝绸之路的兴起，围棋在丝绸之路上各重镇开始得到蓬勃发展，围棋逐渐传入欧亚各国。在敦煌西南75公里处的唐寿昌城便有围棋棋子制作中心。《弈棋仕女图》的出现，也证明围棋在包括高昌在内的唐代丝绸之路上流行情况。
《弈棋仕女图》的棋盘与今制不同，属魏晋南北朝时期的纵横各17道，合289道的棋盘，亦属麴氏高昌旧制。魏晋时期已经出现纵横各19道，仿周天度数361道棋盘。到盛唐时期，19道棋盘已经完全取代17道棋盘。

### 服饰

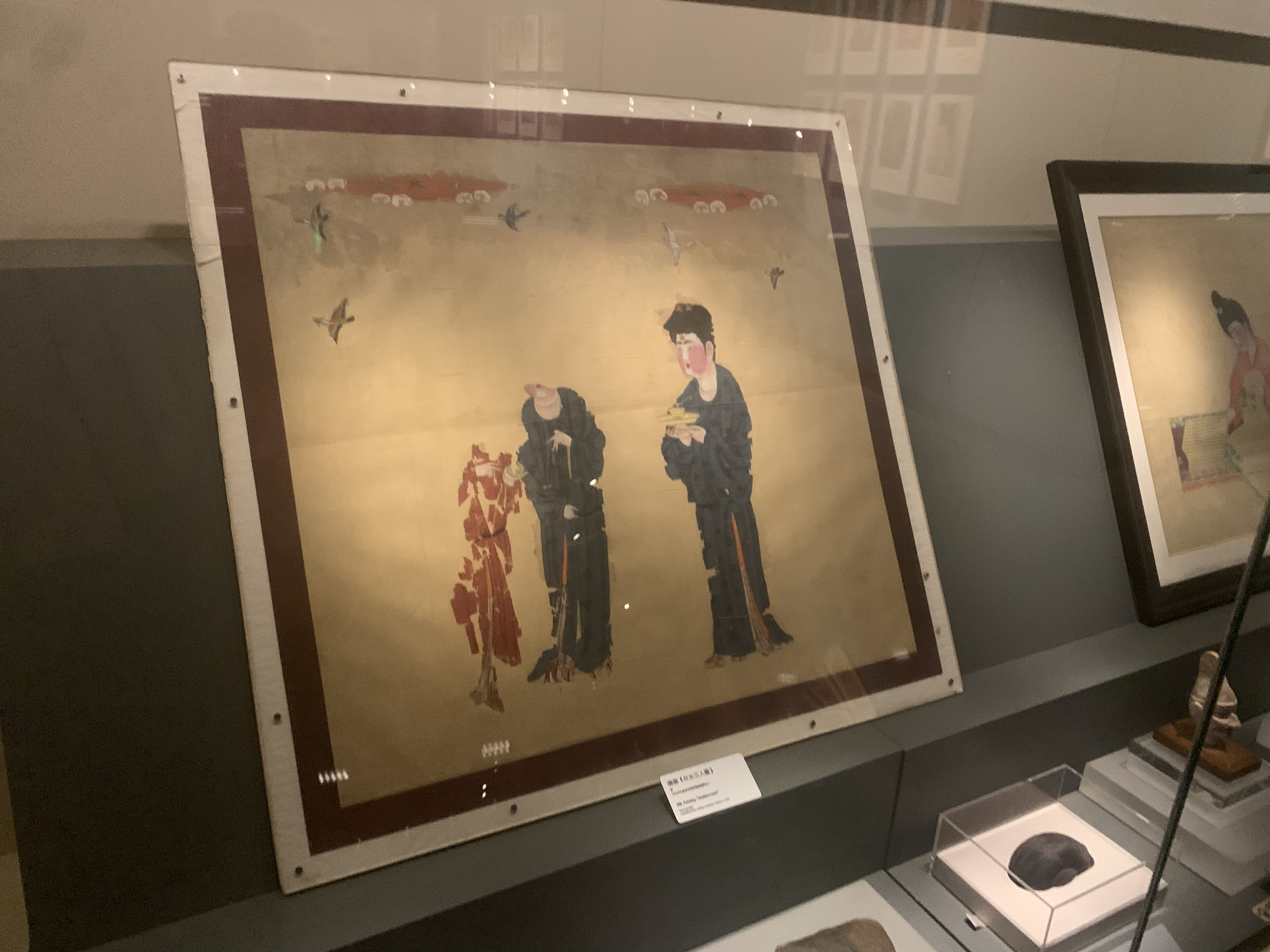
屏风画《弈棋图》之《仕女三人图》

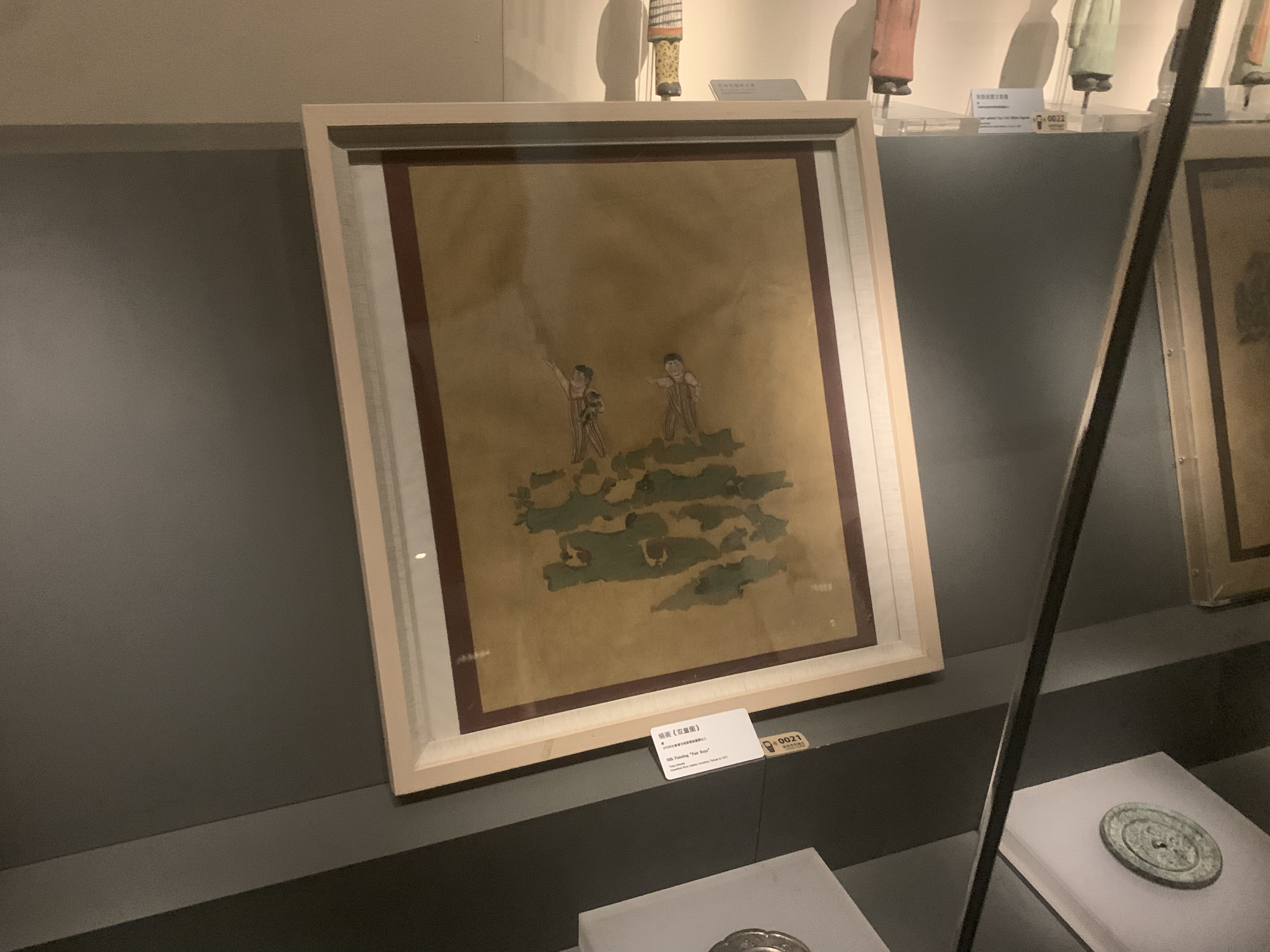
屏风画《弈棋图》之《双童图》

《弈棋仕女图》虽出于西域，但其中仕女服装是唐代中原贵族阶层常见的服饰短襦长裙，可见当时中原文化对边塞西州的影响。左侧对弈仕女着紫裙，按唐服制，依夫色服紫；可推断其身份是五品以上官员眷属，可能是安西都护府官员夫人。右侧仕女则穿绿裙，是六品官员的夫人。屏风画《弈棋图》中还有其他身着襦裙服的仕女，可能是下棋者的亲属。唐初流行较为大胆的袒胸无领短襦，但并未在《弈棋仕女图》中体现，《弈棋仕女图》的服饰较为拘谨和保守，体现了当时偏远地区官吏眷属对时尚虽不如中原妇女的强烈，但也也追求喜爱流行服饰。《弈棋仕女图》所属的屏风画《弈棋图》中还有或身着男装、或身着圆领袍衫的侍女，这些人穿着无论是材料还是样式均不如仕女。

## 技法研究
《弈棋仕女图》采用线条加凹凸晕染的工笔重彩绘制而成，风格则属于唐张萱、周昉的“绮罗人物”。《弈棋仕女图》以写实为主，画面以静为主。《弈棋仕女图》线条的表现方法因人物个体的不同部位而不相同，用粗细相同且起笔和收笔并明显的细线描绘仕女手、臂、颈、面的肌肤部分，圆润且富有弹性的线条将上层妇女的肌肤表现的娇嫩且丰润。用更为流畅的粗线描长而宽大的服装，表现出绫罗丝绸柔软光泽的质感和转折起伏的变化。对于肩披的白纱则用粗细相交的线条，表现出白纱的轻软和透明。《弈棋仕女图》为工笔重彩，经过三矾九染、层层分染。仕女的服装采用的凹凸渲染让人体服装起伏变化。头发的渲染让头发着意梳拢且松动不板，面部肌肤的渲染让仕女肌肤丰润、白嫩、有弹性。其部分染料也是生活中的胭脂。

## 衍生作品
2016年9月，以《弈棋仕女图》为灵感来源的艺术表演《一朝一世界·唐·弈棋仕女图》在北京马奈美术馆举办，《一朝一世界·唐·弈棋仕女图》围绕《弈棋仕女图》，采用了舞蹈、行为互动、雕塑、乐舞复原等艺术形式表演。